# Scigliano
Scigliano község (comune) Olaszország Calabria régiójában, Cosenza megyében.

## Fekvése
Egy, a Savuto folyó völgyére néző domb tetején épült fel, a megye déli részén. Határai: Altilia, Carpanzano, Colosimi és Pedivigliano.

## Története
Az ókori Sturni helyén épült fel, amelyről Titus Livius római történész is említést tesz feljegyzéseiben. Első említése a 17. századból származik, amikor a Nápolyi Királyság egyik legfontosabb települése volt. 1811-ben lett önálló, amikor Joachim Murat, nápolyi király eltörölte a feudalizmust.

## Népessége
A népesség számának alakulása:

## Főbb látnivalói
- San Giuseppe-templom - a 16. században épült, mai barokk formáját a 18. század végi átépítéseknek köszönheti
- Madonna di Monserrato-templom - 17. század elején épült
- San Nicola-templom - a 17. század második felében épült barokk stílusban